# De flygande djävlarna (1985)
De flygande djävlarna (originaltitel De flyvende djævle) är en dansk-svensk dramafilm från 1985 i regi av Anders Refn och med manus av Refn och Sigvard Olsson. I rollerna ses bland andra Mario David, Senta Berger och Peter Lee Wilson.

## Om filmen
Filmen spelades in med Erik Crone som producent och Mikael Salomon som fotograf. Filmen hade premiär den 16 augusti 1985 på biografen Dagmar i Köpenhamn. Svensk premiär fick den först drygt tre år senare den 25 december 1988 på biografen Studio 1 i Stockholm.
Filmen blev femfaldigt prisbelönad vid den danska filmfestivalen Robert 1986: "årets fotografering", "årets klippning", "årets danska spelfilm", "årets filmmusik" och "årets ljud".

## Handling
Filmen handlar om Lazlo som är ledare för trapetsgruppen De flygande djävlarna. Hans dröm är att de en dag ska kunna utföra den fyrdubbla saltomortalen "The Quad". Kärleksproblem och penningbekymmer sätter dock käppar i hjulet för gruppen.

## Rollista
- Mario David – Lazlo Hart
- Senta Berger – Nina Rosta
- Peter Lee Wilson – Mory Ventura, Mirandas förlovade
- Erland Josephson – Oscar Seidenbaum
- Margaretha Krook – direktris Hildegard
- Trevor Laird – Sepp
- Karmen Atias – Miranda Hart
- Warren Clarke – Arno
- Jean-Marc Montel – Max Hart
- Ole Michelsen – en journalist
- Nadeem Razag Janjau – Mischa
- Guy Godefroy – Gavin
- Johnny Wade – Tony
- Erik Clausen – domptör
- Ole Ernst – Erik
- Marcel Guy – Schumacher
- Fred Gärtner – Heinz
- Wolf-Rüdiger Ohlhoff – en man på toaletten
- Romano Puppo – greve Corleone
- Jutta Richter-Haser – Gabriella
- Flemming Quist Møller	– en journalist
- Carlos Alberto Valles	– Hassan
- Venantino Vernantini – Luigi
- Claus Hesselberg – festdeltagare

### Fotnoter
1. 1 2 3  ”De flygande djävlarna”. http://sfi.se/sv/svensk-filmdatabas/Item/?itemid=18008&type=MOVIE&iv=Basic&ref=/templates/SwedishFilmSearchResult.aspx?id%3d1225%26epslanguage%3dsv%26searchword%3dDe+flygande+dj%C3%A4vlarna%26type%3dMovieTitle%26match%3dBegin%26page%3d1%26prom%3dFalse. Läst 17 maj 2013.
2. ↑  ”De flygande djävlarna”. IMDb.com. http://www.imdb.com/title/tt0087274/?ref_=fn_al_tt_3. Läst 17 maj 2013.